# Mohammedan Sporting Club (Dhaka)
|  | No s'ha de confondre amb Mohammedan Sporting Club (Calcuta). |

El Mohammedan Sporting Club Limited Dhaka és un club esportiu de Bangladesh de la ciutat de Dhaka.

## Història

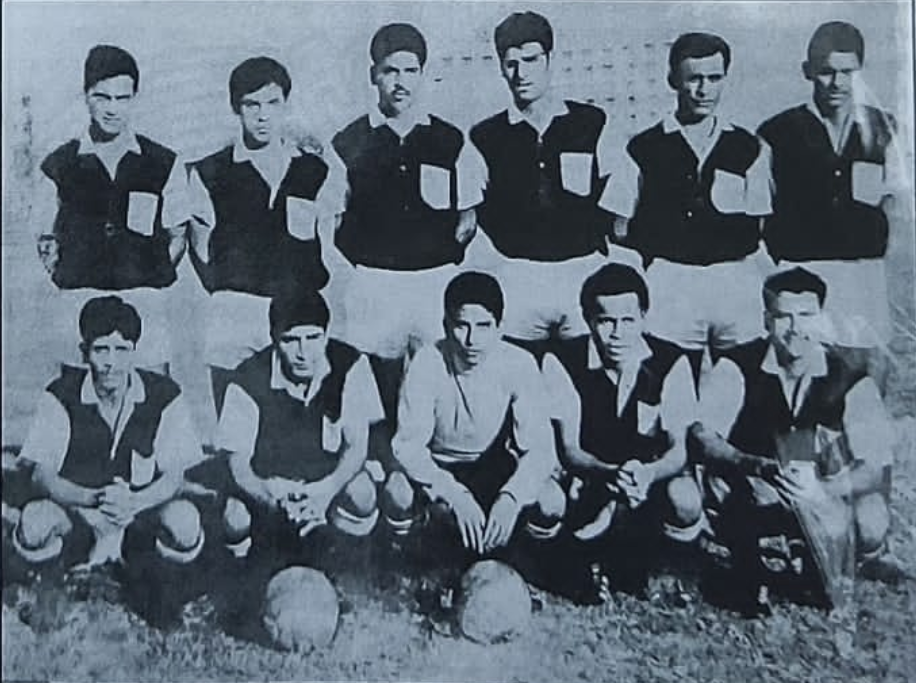
Mohammedan Sporting Club el 1969.

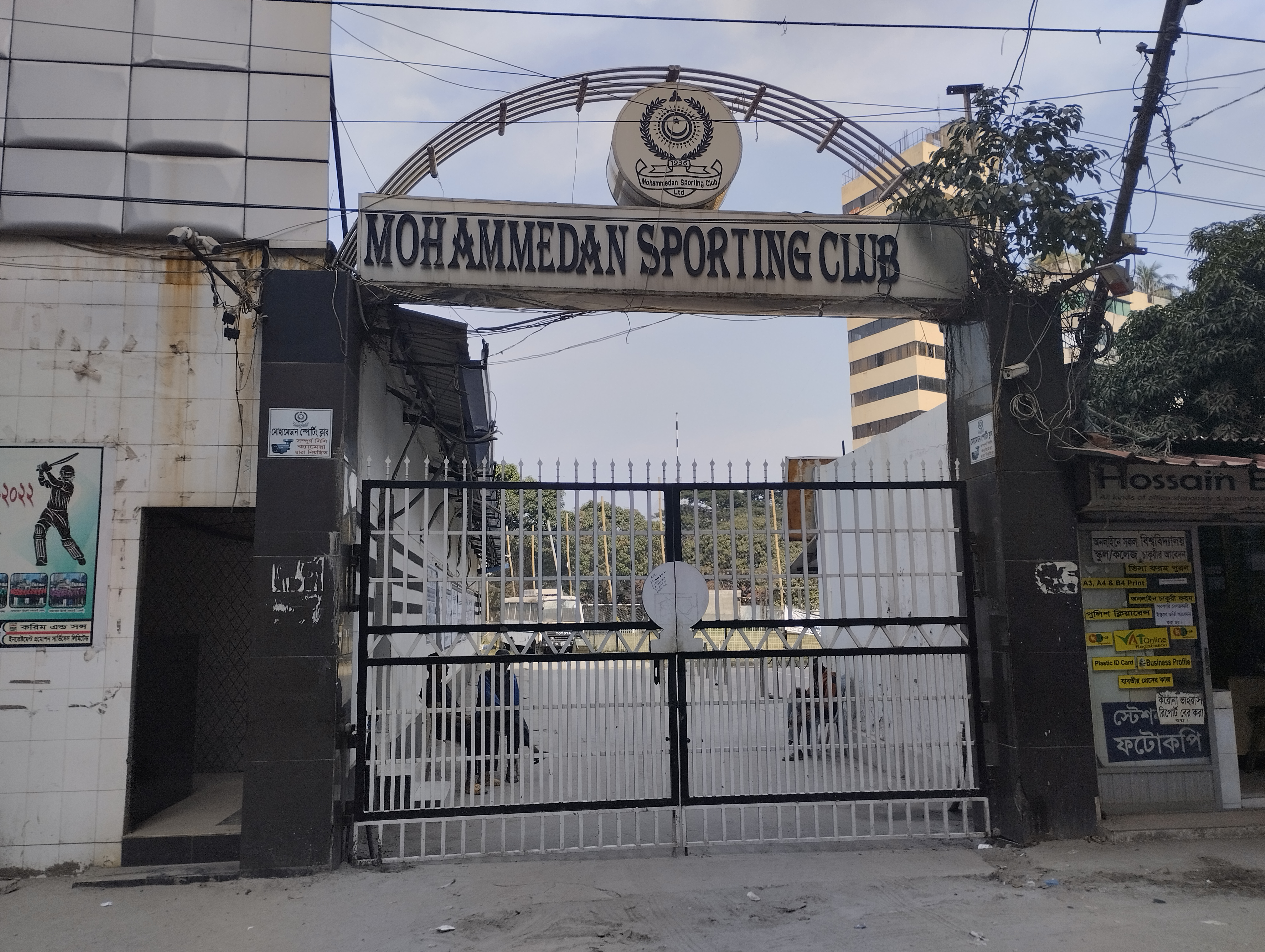
Seu del club.

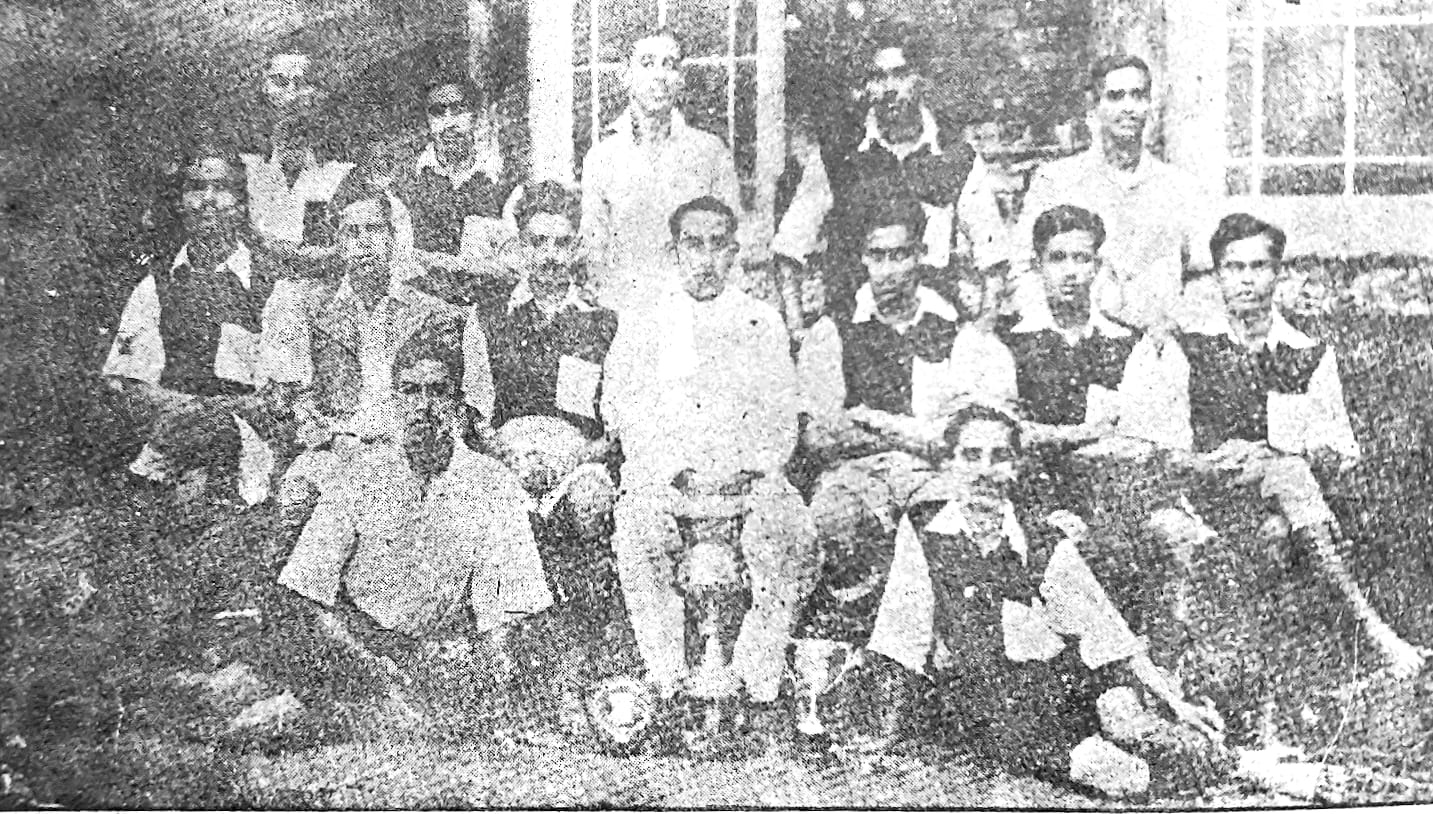
Mohammedan SC el 1936 amb el seu primer president Khawaja Ajmal.

És un dels clubs més antics i amb més títols del país. Va ser fundat l'any 1927 a Hazaribagh amb el nom Muslim Sports Club. Nou anys més tard, el 1936, fou reanomenat Mohammedan Sporting Club, a imatge del club del mateix nom de Calcuta. Des de la temporada 2019-20 juga a l'estadi Shaheed Dhirendranath Datta.

## Palmarès
- Lliga de Dhaka de futbol:[7]
  - 1957, 1959, 1961, 1963, 1965, 1966, 1969, 1975, 1976, 1978, 1980, 1982, 1986, 1987, 1988–89, 1993, 1996, 1999, 2002
- Lliga de Bangladesh de futbol:[8]
  - 2001–02, 2005–06, 2024-25
- Copa Federació de Bangladesh de futbol:[9]
  - 1980, 1981, 1982, 1983, 1987, 1989, 1995, 2002, 2008, 2009, 2022–23
- Copa Independència de Bangladesh de futbol:[9]
  - 1972, 1991, 2014
- Superopa de Bangladesh de futbol:[9]
  - 2009, 2013